# Ebersberg (Auenwald)
Ebersberg ist ein Kirchdorf und seit 1971 ein Ortsteil der Gemeinde Auenwald im Rems-Murr-Kreis. Das Dorf liegt 350 m ü. NN und ist mit Lippoldsweiler baulich zusammengewachsen. Ebersberg ist eine der wenigen römisch-katholisch geprägten Dörfer in Alt-Württemberg.

## Geographische Lage
Ebersberg liegt oberhalb des Glaitenbachs, dem Oberlauf der Weißach und gehört zum Naturpark Schwäbisch-Fränkischer Wald.

### Gliederung der Altgemeinde
Zur Altgemeinde Ebersberg gehörten das Dorf Ebersberg und der Wohnplatz Schloss Ebersberg.

## Geschichte

### Ortsname
Ebersberg gehörte bis Ende des 16. Jahrhunderts zu Lippoldsweiler und wurde Neu-Lippoldsweiler genannt. Erst Ende des 17. Jahrhunderts wurde der Burgweiler von den Mönchen des Klosters Schöntal, die zu jener Zeit die Herrschaft über den Ort innehatten, nach der Burg Ebersberg umbenannt.

### Urgeschichte
Vermutlich war der Ebersberg schon in prähistorischen Zeiten bewohnt.

### Mittelalter

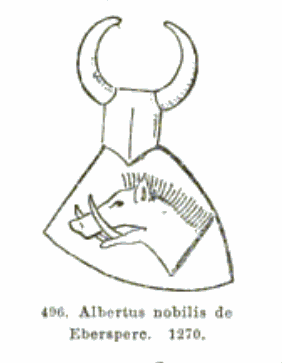
Wappen des Edelmanns Albert von Ebersberg

Nach den Schwäbischen Annalen (Annales suevici) von Martin Crusius wurde der Vorgängerbau der heutigen Burg Ebersberg um das Jahr 1109 von dem Adligen Rudolf von Weissach erbaut. Rudolf soll auch Backnang mit einer Stadtmauer umgeben haben. Die Herren von Weissach waren Dienstmannen des Hauses Baden und später der Württemberger. Später kam die Burg an die hochadeligen Herren von Jagstberg, die der Burg ihr heutiges Aussehen gaben. Mit der Fertigstellung der Burg nannte sich das Geschlecht von Ebersberg.
Die Ebersberger waren treue Parteigänger der Hohenstaufer. Mit dem Untergang dieses Geschlechts verarmten die Ebersberger immer mehr und mussten ihren Besitz sukzessive verkaufen. Engelhard I. von Ebersberg veräußerte seine Stammburg mit allem Zubehör am 16. Oktober 1328 für 2300 Pfund Heller an Graf Ulrich III. von Württemberg. Das Geschlecht wurde nun völlig bedeutungslos, teilweise wählten die Ebersberger bürgerliche Ehepartner. Das Geschlecht derer von Ebersberg blühte noch knapp hundert Jahre und erlosch schließlich mit Albert von Ebersberg, der 1415 in Höpfigheim starb.
1330 verpfändete Ulrich III. von Württemberg den Ebersberg an Siegfried von Yberg. 1442 löste Württemberg die Burg von Hans von Yberg wieder ein. Danach verpfändete Graf Ulrich V. die Burg an seine erste Ehefrau Margarethe von Kleve. 1478 belehnten die Grafen Ulrich und Eberhard von Württemberg ihre Dienstleute Dieterich von Weiler, Georg von Vellberg und Wolf von Tachenhausen mit der Burg. Letzterer konnte das ganze Lehen in seiner Person vereinigen. 1531 verkauften dessen Erben, Wolf von Tachenhausen der Jüngere und Hans von Massenbach das Gut an Schwigger Thumb von Neuburg. Mit der Reformation wurde die Region ab 1535 evangelisch.

### Neuzeit

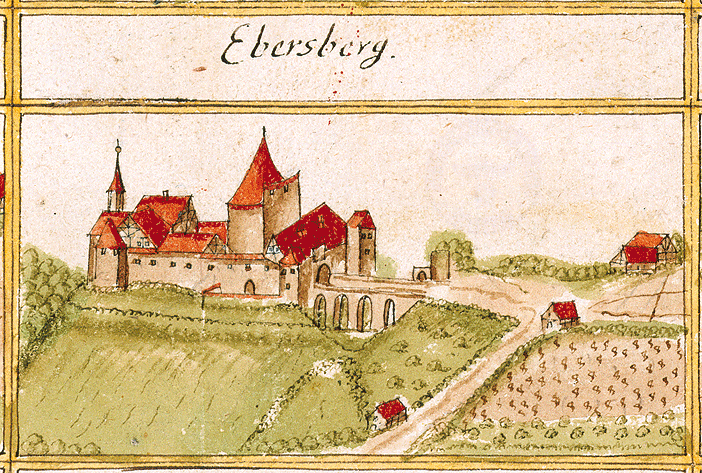
Ebersberg am Ende des 17. Jahrhunderts

1544 fiel das Schloss an Hans von Fraunberg, welche sie kurz danach an Wilhelm von Massenbach abtrat. 1551 wurde das zweiflügelige Schloss ergänzt, dessen Reste im heutigen Bau zu sehen sind. 1606 veräußerte Valentin von Helmstatt (1578–1637), Ehemann der Helene Marie von Massenbach (1598–1625), das Schloss an den Geheimrat Melchior Jäger von Gärtringen (1544–1611). Dessen Erben, die Brüder Friedrich und Georg Jäger von Gärtringen verkauften das Schloss mit Zubehör 1649 an Sigmund Moser von Filseck. Dieser veräußerte das Rittergut schließlich 1654 an den fanatischen Katholiken Jeremias Vollmar Schenk von Winterstetten.
Seit 1606 war die Burg und die zugehörigen Güter ein freies Gut. Damit einhergehend konnten die Herrschenden nach dem Grundsatz „Cuius regio, eius religio“ (wessen Gebiet, dessen Religion) die Religion in ihrem Gebiet für die Untertanen frei festsetzen. Dies nutzte der Schenk von Winterstetten aus und führte für Ebersberg den römisch-katholischen Glauben wieder ein. Winterstetten drängte die Bewohner Ebersbergs dazu, seinen katholischen Glauben anzunehmen. Dazu versuchte der Schenk seine privaten katholischen Messen auf die Bevölkerung auszuweiten. Wer nicht katholisch werden wollte, wurde zur Auswanderung gedrängt. 1654 hatte der Burgweiler Ebersberg 24 Haushalte, die alle evangelisch waren. 1664 waren es nur noch 9, die nun alle katholisch waren. Die leeren Häuser versuchte der Schenk mit ortsfremden katholischen Familien neu zu besiedeln. Württemberg protestierte scharf gegen die Maßnahmen Winterstettens, konnte sie jedoch nicht verhindern. Zweimal wurde Winterstetten von den Württembergern verhaftet und auf der Burg Reichenberg eingekerkert. Man diktierte ihm einen Vergleich, der jedoch nichts änderte. Nach dem Tode des Schenken veräußerte dessen Witwe, Maria Dorothea von Winterstetten (geb. von Ow) das Rittergut 1694 an Johann Heinrich von Ostein. Nach dessen Ableben fiel das Schloss an dessen Bruder, Johann Franz Sebastian von Ostein. Dieser veräußerte Ebersberg 1698 an das Kloster Schöntal. Das Kloster verkaufte das Gebiet  Ebersberg 1786 unter der Bedingung der Beibehaltung des katholischen Glaubens wieder an Württemberg. Ebersberg wurde ein Unteramt im Oberamt Backnang.

### 20. Jahrhundert
Wegen der starken katholischen Prägung Ebersbergs war der Ort lange eine Hochburg der Zentrumspartei. Bei der Reichstagswahl 1933 erhielt die NSDAP zwar 41 % der Stimmen in Ebersberg, allerdings hatte der Stimmenanteil des Zentrums ebenfalls zugenommen und lag bei 38,1 %. Im benachbarten Lippoldsweiler hatten es die Nationalsozialisten leichter und erreichten 65,1 %, während das Zentrum mit 0,4 % völlig unbedeutend war. Ab 1938 gehörte Ebersberg zum Landkreis Backnang.
Ab 1969 arbeitete die Landesregierung von Baden-Württemberg an Plänen für eine Gebietsreform. Ziel der Reform war die Reduzierung der etwa 1000 Gemeinden und die Fusion von kleineren Kommunen zu leistungsfähigeren Einheiten. In der Gemeinde Ebersberg wurde schon früh eine Vereinigung mit Lippoldsweiler erwogen. Beide Orte hatten traditionell enge Beziehungen. Beide Ortschaften waren auch schon baulich nahezu zusammengewachsen. Seit 1968 war Walter Schmitt in Personalunion sowohl Bürgermeister von Ebersberg als auch von Lippoldsweiler. Nach Beratungen wurde am 8. Dezember 1970 ein Einigungsvertrag unterschrieben. Bei einer Bürgerbefragung sprachen sich 122 von 140 wahlberechtigten Ebersbergern für den Zusammenschluss mit Lippoldsweiler aus.
Die Gemeinde mit einer Fläche von 1,23 km² wurde schließlich am 1. Januar 1971 nach Lippoldsweiler eingemeindet.

### Einwohnerentwicklung
- 1828: 387[8]
- 1870: 296[6]
- 1896: 255 (davon 220 Katholiken, 30 Evangelische)[9]
- 1939: 216[6]
- 1950: 308[6]
- 1961: 289[6]
- 1971: 212[6]
- 1981: 249[6]
- 1986: 227[6]
- 1989: 230[6]
- 1991: 239[6]
- 1992: 235[6]
- 1995: 232[6]
- 2008: 242[10]

## Wirtschaft

### Weinbau
Der Weinbau war in Ebersberg einst sehr bedeutend. Durch die Reblaus und andere Schädlinge gingen die Bestände ab Mitte des 19. Jahrhunderts ständig zurück. Bei der  Weltausstellung in Paris 1867 wurden Weine vom Ebersberg noch prämiert. Anfang des 20. Jahrhunderts ist der Weinbau dann fast vollständig verschwunden. Es gibt jedoch Bestrebungen, den Weinbau zu erhalten.

## Politik

### Schultheißen und Bürgermeister
Die Schultheißen waren zumeist wohlhabende Landwirte, die man umgangssprachlich auch Bauraschultes (Bauernschultes) nannte. Erst 1930 wurde in Württemberg die Amtsbezeichnung Schultheiß für den Ortsvorsteher durch Bürgermeister ersetzt.
- 1722: Johann Bühler[12]
- 1797: Johann Georg Beyrer (Küfer und Gastwirt)[12]
- 1798–1823: Anton Sachsenmaier[12]
- 1824–1832: Trüg[12]
- 1823–1838: Hagenmüller[12]
- 1838–1844: Josef Scheef[12]
- 1844–1854: Schenk[12]
- 1854–1856: Wild[12]
- 1856–1857: Scheef[12]
- 1858–1859: Xaver Grimm (Schulmeister, Amtsverweser)[12]
- 1859–1873: Gaßmann[12]
- 1873–1877: Georg Adam Mayer (in Personalunion auch Schultheiß von Lippoldsweiler)[12]
- 1877–1879: Wilhelm Wild[12]
- 1879–1888: Christian Gottlieb Heyd (in Personalunion auch Schultheiß von Lippoldsweiler)[12]
- 1888–1894: Wenzeslaus Neuer[12]
- 1895–1901: Basilius Hämmerle[12]
- 1901–1917: Anton Fischer († 1917; tödlich verunglückt)[12]
- 1917–1926: Albert Maihöfer[12]
- 1926–1931: Paul Fischer (Sohn von Anton Fischer)[12]
- 1932–1934: Adolf Schiefer (in Personalunion auch Bürgermeister in Sechselberg)[12]
- 1934–1942: Karl Weckert (1942 zum Wehrdienst eingezogen)[12]
- 1942–1945: Ulrich Rieger (kommissarisch)[12]
- 1945–1948: Karl Schmitt (Zimmermann)[12]
- 1948–1968: Erwin Laurösch († 1968)[12]
- 1968: Albert Ziegler (kommissarisch)[12]
- 1968–1970: Walter Schmitt[12]

### Wappen und Flagge
Blasonierung: Auf goldenem (gelben) Grund ein silberner (weißer), rot bezungter Eberkopf.
Wappenbegründung: Der Eber war das Wappentier des im 15. Jahrhundert erloschenen Geschlechts derer von Ebersberg.
Die Farben der Gemeinde waren Schwarz-Gelb.
Mit der Auflösung der Gemeinde im Zuge der Gebietsreform 1971 ist das Wappen erloschen und wird nur noch von örtlichen Vereinen benutzt.

## Kirchen
Ursprünglich war Ebersberg wie die umliegenden Orte evangelisch und gehörte kirchlich zu Unterweissach. Seit der Gegenreformation ist Ebersberg römisch-katholisch geprägt. Die Herz-Jesu-Kirche wurde von 1960 bis 1961 erbaut. Vor dem Bau der neuen Pfarrkirche besuchten die Katholiken den Gottesdienst in der Schlosskapelle St. Michael.

## Sehenswürdigkeiten
- Ebersberger Strafsäule: Vor einem steilen Straßenabschnitt warnt die Strafsäule vor einer Fahrt ohne Radschuh oder gar einer Fahrt in den Straßengraben oder in die Weinberge.[14]
- Lourdesgrotte: Verkleinerter Nachbau der originaler Höhle von Lourdes in Südfrankreich; sie liegt im Ortsteil Ebersberg. In der Grotte befindet sich eine Statue der Hl. Jungfrau Maria und eine kleinere Statue der Hl. Bernadette Soubirous.[14]
- Großes Wegkreuz am Zufahrtsweg zum Schloss.[14]
- Eberbrunnen: Springbrunnen mit eisernem Eberkopf in der Ebersberger Brunnengasse.[14]

Bilder aus Ebersberg
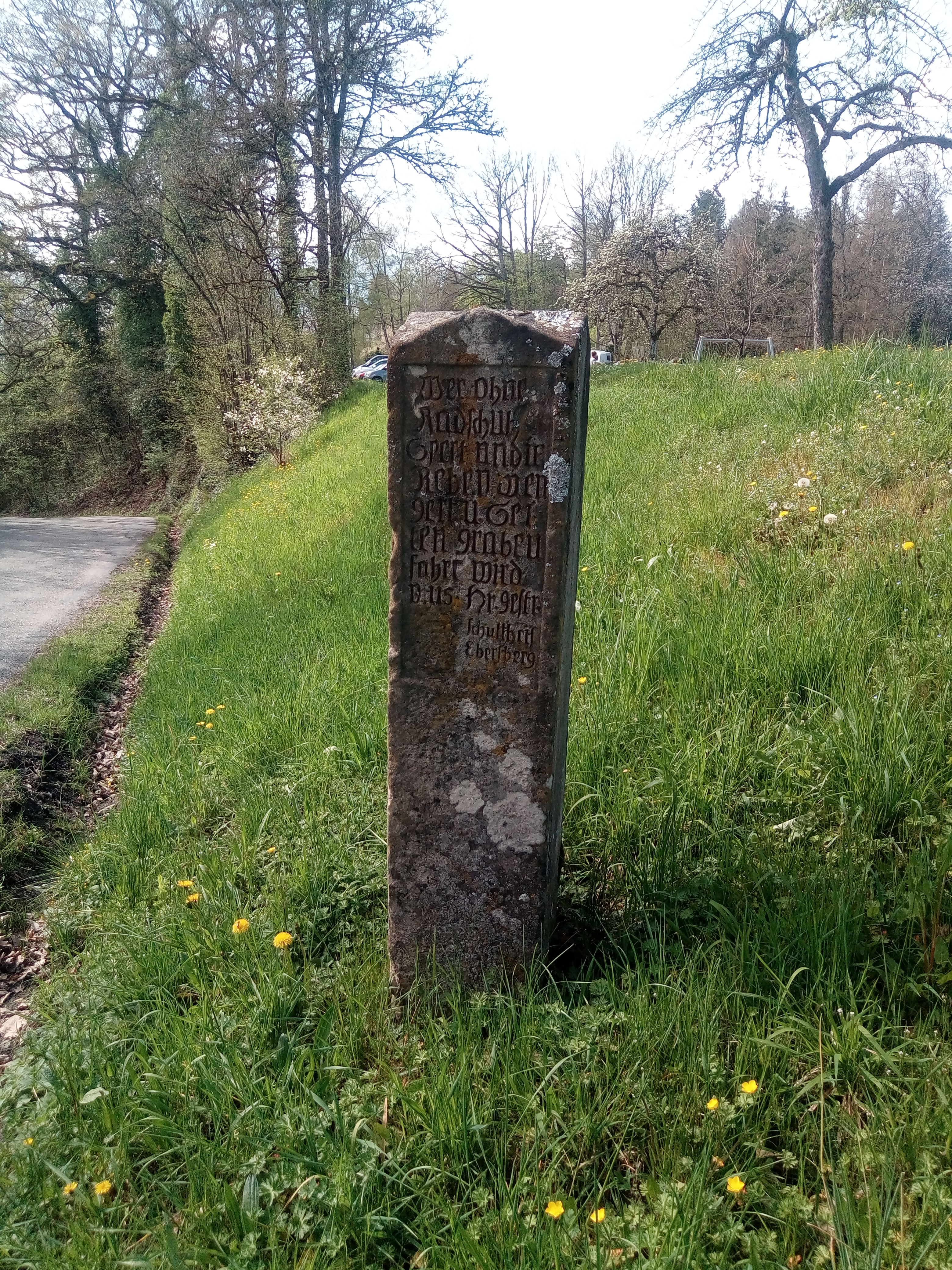
Ebersberger Strafsäule
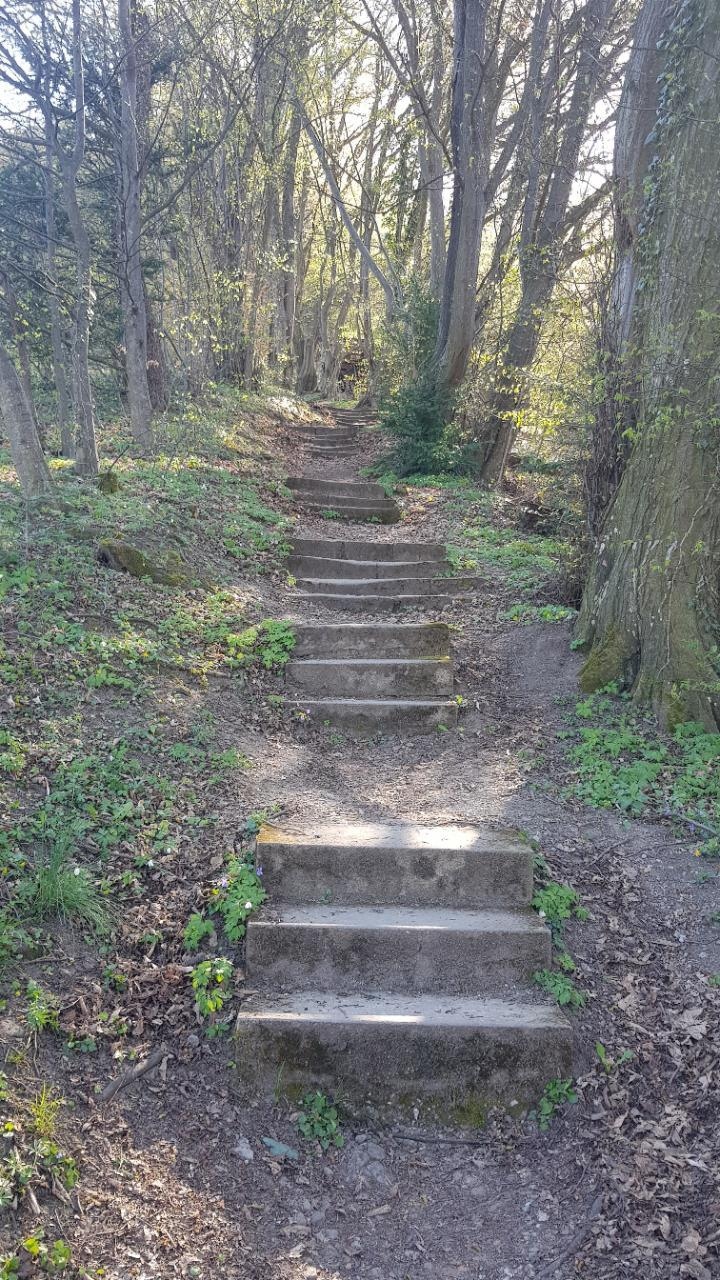
Johann-Baptist-Lochner-Weg
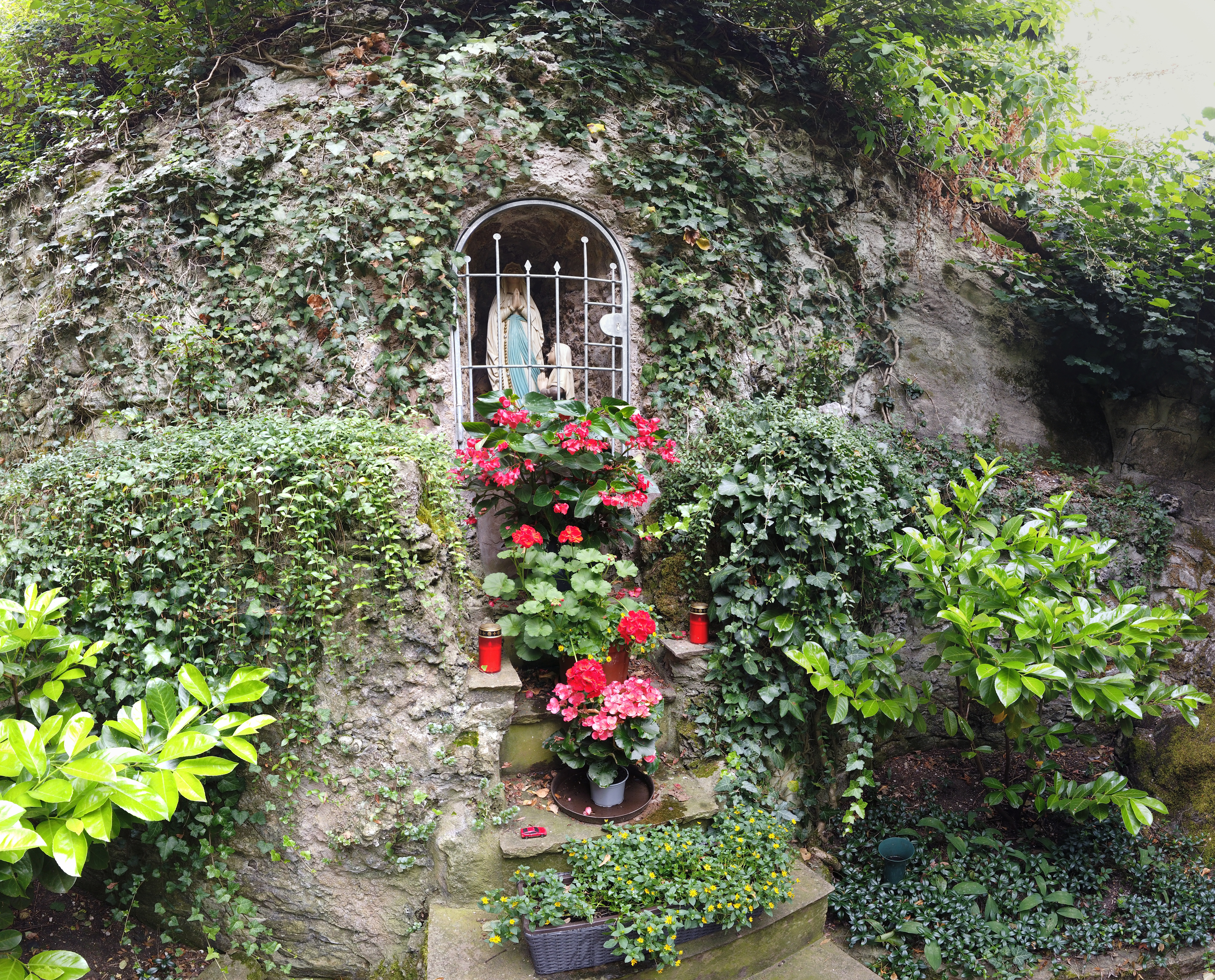
Lourdes-Grotte
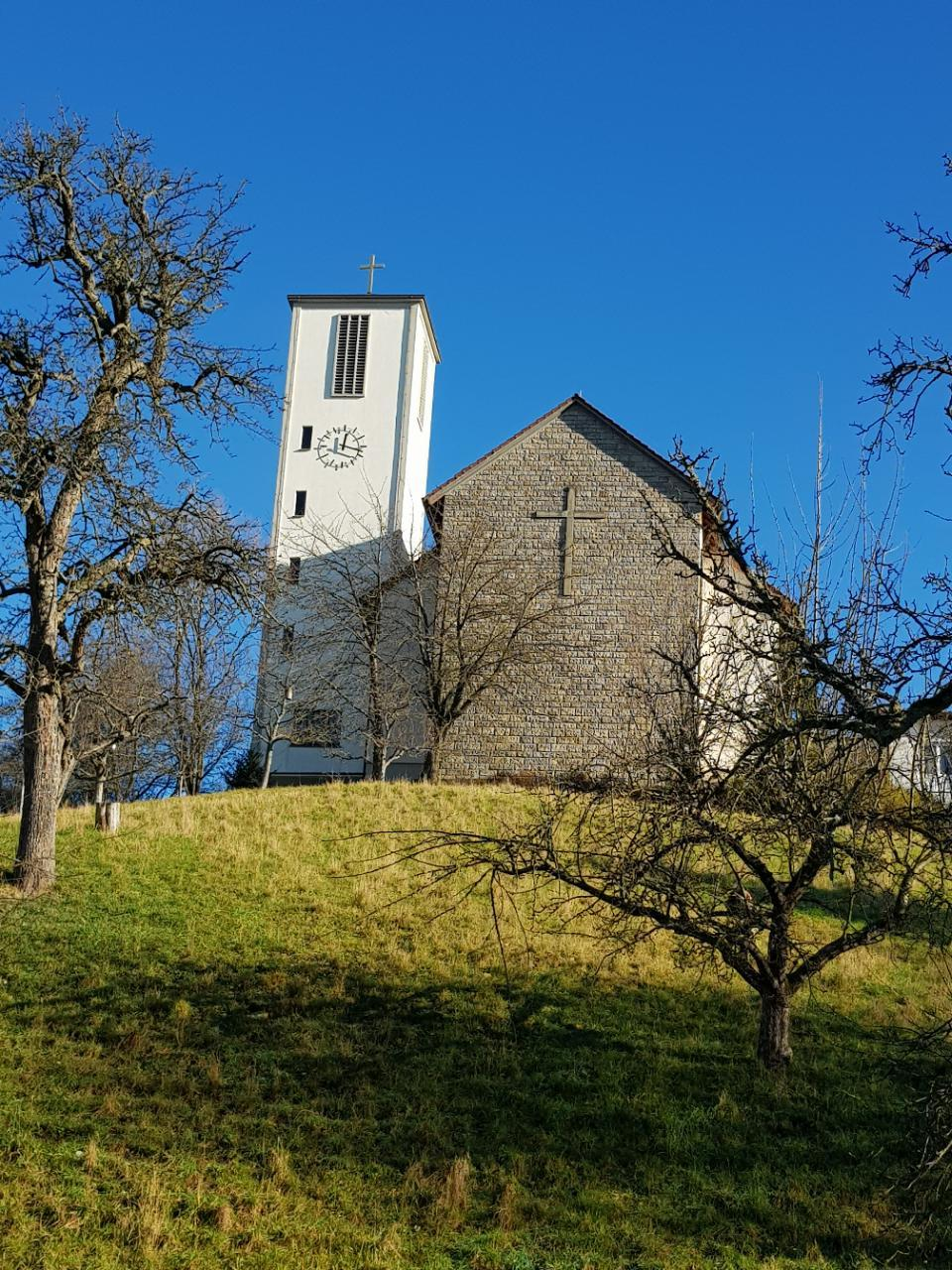
Katholische Herz-Jesu-Kirche
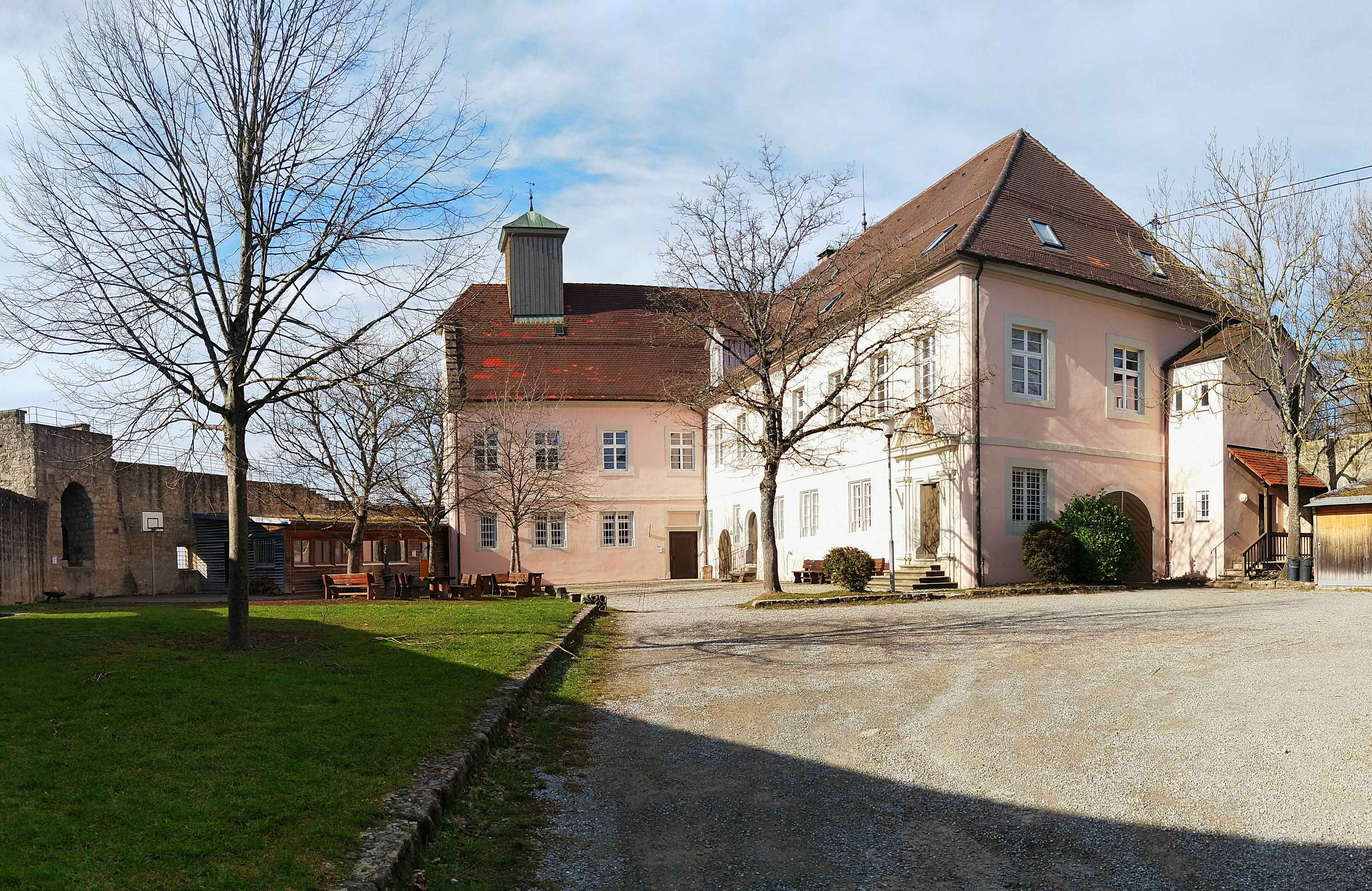
Innenhof von Schloss Ebersberg
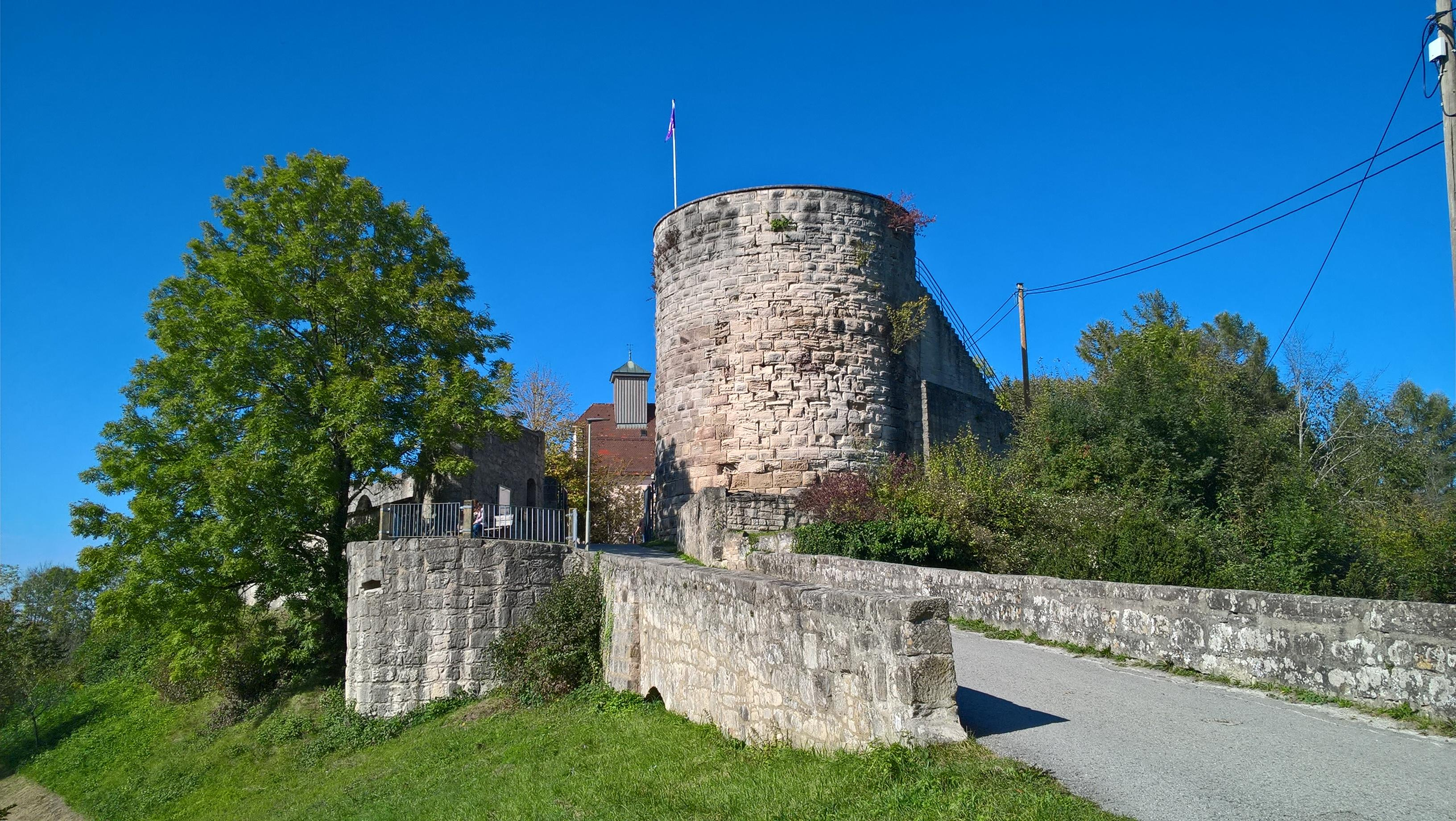
Bergfried aus der Zeit der Staufer
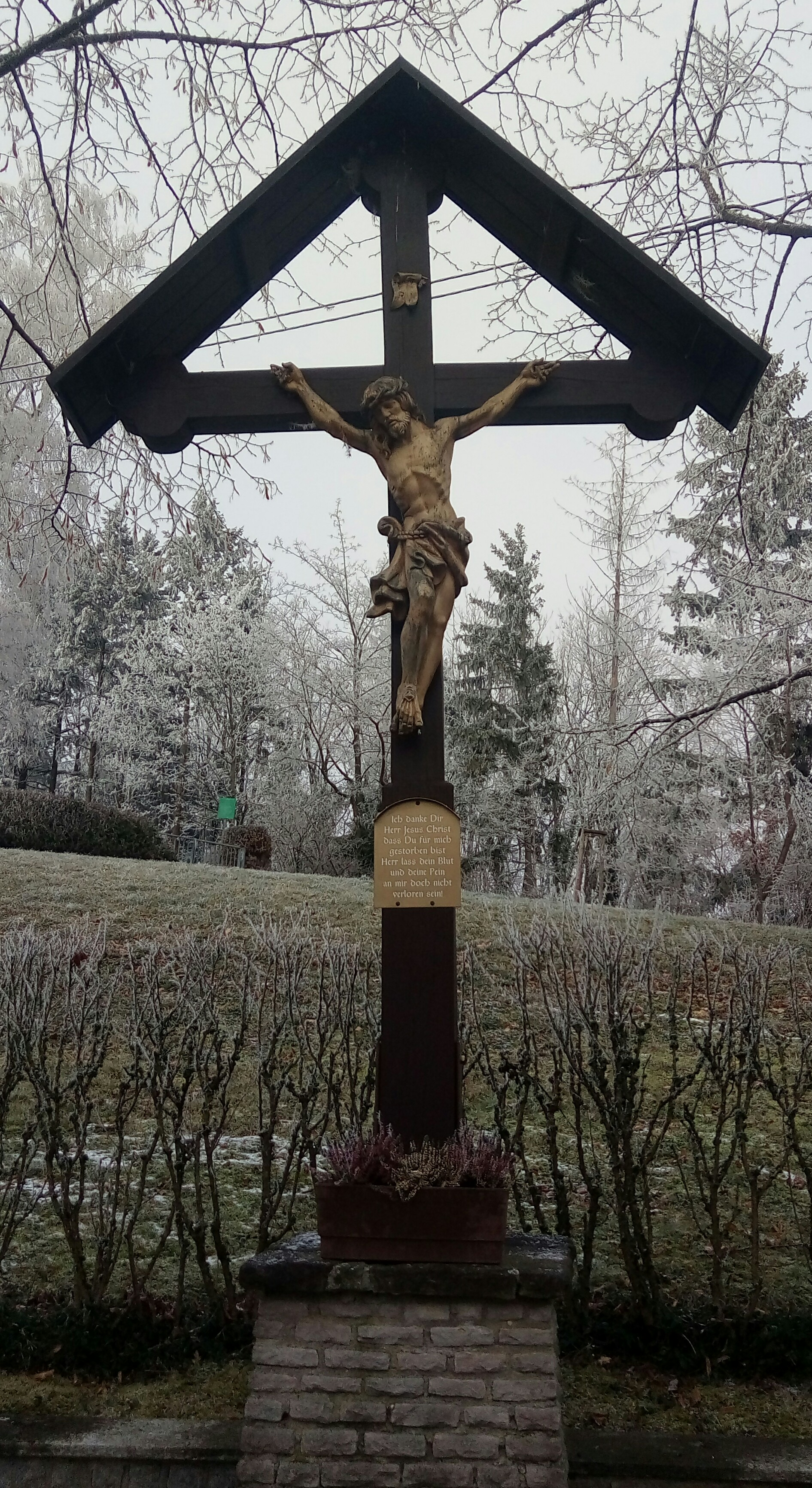
Wegekreuz

## Regelmäßige Veranstaltungen
- Schlossfest Ebersberg (seit 1962)

## Vereine
- Bürgerverein Ebersberg e.V. (gegründet 1909)

## Ortsneckname
Die Einwohner von Ebersberg werden auch heute noch in den umliegenden Dörfern wegen ihrem katholischen Glauben scherzhaft Kraitzkepf (entspricht schriftdeutschem Kreuzköpfe) genannt. Grund hierfür ist, dass sich die altgläubigen Ebersberger besonders oft bekreuzigten, während dies in den evangelischen Nachbargemeinden nach der Reformation ungebräuchlich geworden war.

## Persönlichkeiten
- Hermann Bäuerle (1869–1936), katholischer Theologe und Kirchenmusiker aus Ebersberg